# Площадь Бастилии
Площадь Бастилии (фр. La place de la Bastille) — площадь в Париже, обязанная своим названием крепости Бастилия, разрушенной во время Великой французской революции. Находится на границе 3, 4, 11 и 12-го округов. Является местом пересечения более чем десяти улиц и бульваров.

## История

### Крепость Бастилия
В начале Великой Французской революции 14 июля 1789 крепость была взята революционно настроенным населением. На то, чтобы разобрать крепость, ушло три года. От дома № 5 до дома № 49 по бульвару Генриха IV брусчаткой была выложена черта, которая обозначает контуры стен разрушенной крепости. На пустыре поставили табличку с надписью «Ici on danse» («Здесь мы танцуем»), и ежегодно здесь стали устраиваться народные гулянья. Традиция сохраняется до сих пор.

### Бастильский слон
Наполеон, следуя своим проектам по перепланировке Парижа, решил в 1808 году воздвигнуть на площади гигантский фонтан в виде слона (l'éléphant de la Bastille), увековечив свои победы в Египте. Слон должен был быть сделан из бронзовых пушек, захваченных у испанцев, и иметь 24 м в высоту. Лестница наверх должна была быть устроена в одной из слоновьих ног.
Архитектор Жан-Антуан Алавуан взялся за работу, но в результате в 1813 году на готовый постамент был поставлен только гипсовый макет в натуральную величину. Он вошёл в историю благодаря Виктору Гюго, который вздумал поселить в развалинах несостоявшегося фонтана одного из героев романа «Отверженные» — Гавроша. При сносе памятника в 1846 году оказалось, что постамент и памятник облюбовали тысячи крыс.

### Июльская колонна
В 1833 Луи-Филипп I решил воздвигнуть на площади колонну в память о «трёх славных днях» с 27 июля по 29 июля 1830 во время Июльской революции. Её открытие состоялось в 1840.

### Бастильский вокзал
С 1859 по 1969 год на площади функционировал Бастильский вокзал. В 1980-х годах на его месте была построена Опера Бастилии, являющаяся второй сценой Парижской национальной оперы (наряду с исторической Опера Гарнье).

## Достопримечательности
- Июльская колонна
- Опера Бастилии, построена к 200-летию Французской революции.
- Порт Арсенал
- Станция метро «Бастилия» (линии 5, 1, 8)
- На мощёной площади можно увидеть периметр бывшей крепости: линии выложены тройным рядом брусчатки.

## События и манифестации
Сегодня на площади устраиваются различные концерты, ярмарки, марши, это отправная точка многих демонстраций — политических, профсоюзных, первомайских и прочих. Парижская молодёжь собирается здесь во многочисленных кафе, ресторанах и ночных клубах. 14 июля здесь проводится самый крупный парижский бал.
Каждое воскресенье с 1998 г. здесь стартует прогулка на роликовых коньках. В туре участвует до 28 000 человек. Заезды сопровождает полиция, в том числе специальное подразделение на роликах. Этот тур популярен среди роллеров всего мира.